# Call Northside 777
 Call Northside 777 és una pel·lícula estatunidenca dirigida per Henry Hathaway, estrenada el 1948.
Pel·lícula negra, és basada en la història verdadera d'un periodista de Chicago, apareguda en el Chicago Times, que intenta provar la innocència d'un home, empresonat per a un homicidi comès 11 anys abans, del qual no és l'autor.
El paper del periodista obstinat, P.J. McNeal, és interpretat per James Stewart i Richard Conte fa el del presoner, Frank Wiecek, basat en el personatge real, Joseph Majczek, convençut de l'homicidi d'un policia amb el seu còmplice, Theodore Marcinkiewicz.

## Argument
El 1932 a Chicago, un policia és mort després d'un atracament a una botiga de queviures. Frank Wiecek i Tomek Zaleska són arrestats i la justícia sentencia cadena perpètua. Onze anys més tard, la mare de Frank, convençuda de la innocència del seu fill, posa un anunci al Chicago Times, demanant que els nous elements siguin comunicats i oferint 5.000 dòlars de gratificació. El redactor en cap del diari demana al periodista P.J. McNeal portar la seva pròpia investigació...

## Repartiment
- James Stewart: P.J. McNeal
- Richard Conte: Frank Wiecek
- Lee J. Cobb: Brian Kelly
- Helen Walker: Laura McNeal
- Betty Garde: Wanda Skutnik
- Moroni Olsen: president de la comissió de llibertats condicionals
- John McIntire: Sam Faxon
- E.G. Marshall: Rayska
- Robert Adler: taxista
- Larry J. Blake: tècnic fotògraf de la policia
- Helen Foster: secretaria
- Charles Lane: advocat d'ofici
- George Melford: membre de la comissió de llibertats condicionals
- Henry Kulky: barman
- Freddie Steele: home
- Percy Helton: William Decker
- J.M. Kerrigan: Sullivan

## Premis i nominacions
- 1949: Premi Edgar Allan Poe a la millor pel·lícula, atribuïda al director Henry Hathaway, guionistes i adaptadors Jerome Cady (a títol pòstum), Jay Dratler, Leonard Hoffmann, Quentin Reynolds i productor Otto Lang